# Pol Cruchten

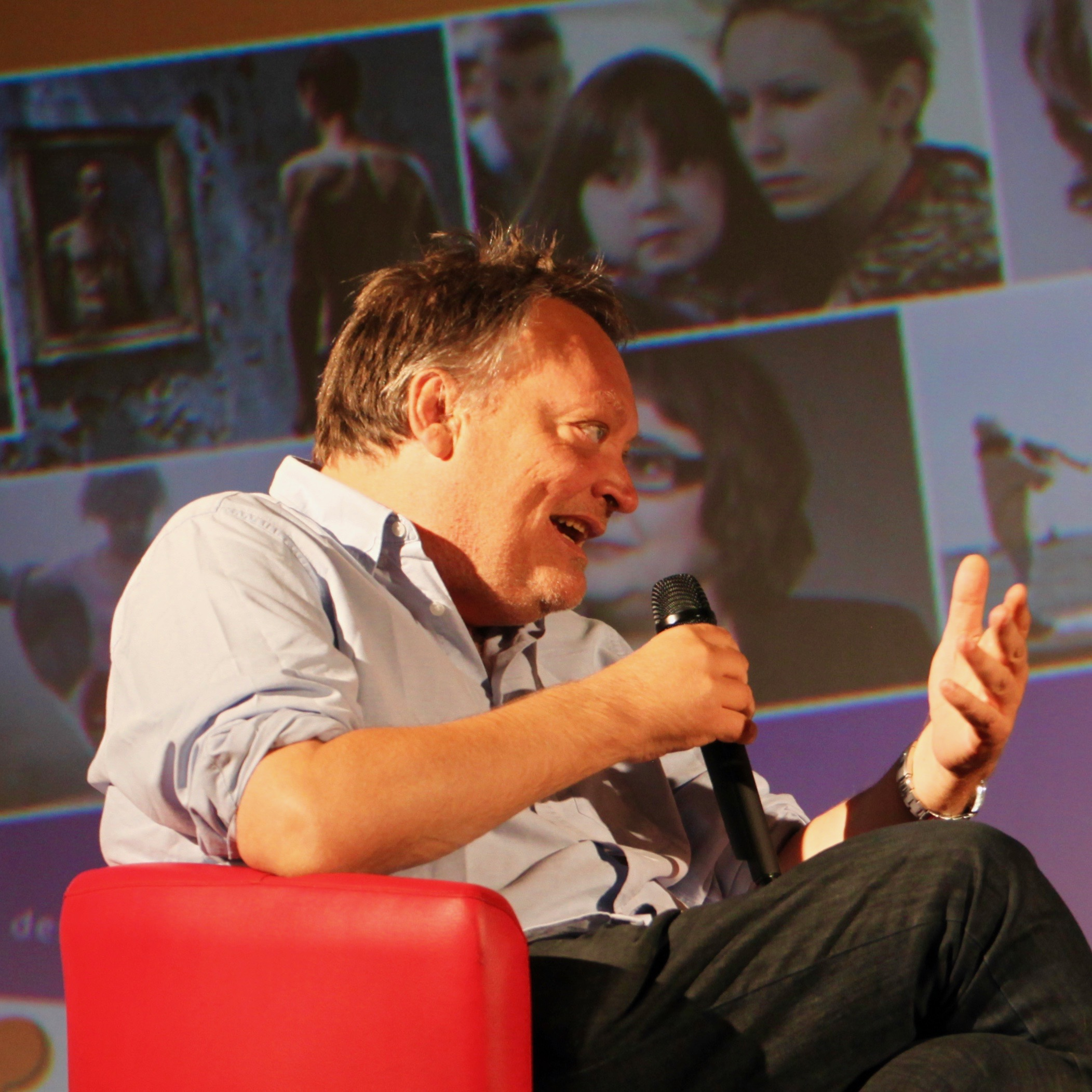
Pol Cruchten (2016)

Pol Cruchten (* 30. Juli 1963 in Pétange; † 3. Juli 2019 in La Rochelle) war ein luxemburgischer Filmregisseur, Drehbuchautor und Produzent.

## Karriere
Pol Cruchten war schon immer kinobegeistert und half 1978, den Ciné-Club des Jeunes de la Ville de Luxembourg zu gründen.
Er besuchte die École supérieure d’études cinématographiques (ESEC) in Paris und studierte Regie. Danach arbeitete er für verschiedene Zeitungen und Radiosender als Filmkorrespondent.
1990 arbeitete er hauptsächlich für Videopress, für die er auch den Film Hochzäitsnuecht drehte. Dieser Film wurde auf den Filmfestspielen von Cannes in der Sektion „Un Certain Regard“ gezeigt. Im Januar 1993 erhielt der Film den Max-Ophüls-Preis.
Nach dem Erfolg dieses Films gründete er in Luxemburg seine eigene Produktionsgesellschaft, die Red Lion, die überwiegend Kurzfilme produzierte und die verschiedentlich mit Filmpreisen ausgezeichnet wurde.
2003 drehte Cruchten in den USA den Film Boys on the Run mit Ron Perlman in einer Hauptrolle.
Mit Kleine Geheimnisse inszenierte Cruchten 2005 eine Verfilmung des Romans Perl oder Pica von Jhemp Hoscheit. Der Film wurde von rund 17.767 Menschen im Kino gesehen und beim 3. Luxemburger Filmpreis 2007 mit dem Publikumspreis ausgezeichnet. Im Jahr 2007 war es der luxemburgische Vorschlag für eine Oscar-Nominierung in der Kategorie „Bester internationaler Film“, wurde aber nicht nominiert.
Neben Spielfilmen hat Pol Cruchten auch Dokumentarfilme zu sozialen und politischen Themen gedreht: Never Die Young ist ein atypischer Dokumentarfilm zum Thema Drogen und Das Gebet befasst sich mit der Atomkatastrophe in Tschernobyl und basiert auf dem Buch von die Nobelpreisträgerin für Literatur Swetlana Alexijewitsch. Die beiden Filme waren auch Luxemburgs Vorschläge für eine Oscar-Nominierung für die Jahre 2014 bzw. 2016, wurden jedoch nicht nominiert. Deshalb erhielten sie 2014 und 2018 den Preis für den besten Dokumentarfilm beim Luxemburger Filmpreis.

## Filmografie
- 1988: Somewhere in Europe
- 1989: Il était une fois Luxembourg
- 1992: Hochzeitsnacht (Hochzäitsnuecht)
- 1994: Sniper (Kurzfilm)
- 1996: Black Dju Dibonga (Black Dju)
- 2003: Boys on the Run
- 2006: Kleine Geheimnisse (Perl oder Pica)
- 2013: Never Die Young
- 2015: Die Räuber (Les brigands)
- 2016: Das Gebet (La Supplication) (basierend auf Voices from Chernobyl)[13]
- 2018: Dark Justice - Du entscheidest! (Justice Dot Net)